# محاصره فوکازاوا
محاصره فوکازاوا (انگلیسی: Siege of Fukazawa) یکی از تعدادی نبرد بود که مبارزات تاکدا شینگن را علیه خاندان هوجوی اخیر، در طول دوره سنگوکو ژاپن شکل داد.